# 807
807 је била проста година.

## Догађаји
- Википедија:Непознат датум — Владавина династије Абасида у Багдаду.

- Цар Нићифор I је приморан да тражи мир, под условом да плати 50.000 номизмата калифу Харуну ел-Рашиду и пристаје на годишњи данак. Никифор обећава да неће обнављати демонтиране тврђаве. Рашид опозива своје снаге из разних опсада, и евакуише византијску територију.
- Абасидска флота под командом Хумејда ибн Мајуфа ал-Хаџурија врши нападе на Пелопонез, Родос и Миру.
- Ал-Андалуз (модерна Шпанија): Устанак се дешава у граду Мерида против Омејадског Емирата Кордоба.[5]
- Опсада Патраса: Ово означава крај независне владавине Јужних Словена на Пелопонезу.
- Викинзи се искрцавају на обали Корниша и склапају савез са Корнишанима за борбу против Весекса.
- Умире краљ Катред од Кента. Његов брат, краљ Коенвулф од Мерсије, преузима контролу над самим Кентом.
- Дапула II постаје краљ Шри Ланке и Анурадхапуру проглашава главним градом.
- Храм Мотоиама-ји у Митојоу (Јапан), из секте Којасан Шингон-шу, изграђен је по наређењу цара Хеизеија.
- Џамија Јамех Атик у Казвину изграђена је у Казвину (савремени Иран), по наређењу Харуна ал-Рашида.
- Први запис о сунчевим пегама појављује се у Европи.